# High Street (serie televisiva)
High Street è una serie televisiva filippina trasmessa su Kapamilya Channel. La serie, seguito di Senior High, è diretta da Onat Diaz e Lino Cayetano ed interpretata da Andrea Brillantes, Juan Karlos Labajo, Zaijian Jaranilla, Xyriel Manabat, Elijah Canlas, Daniela Stranner, Miggy Jimenez, Tommy Alejandrino, Gela Atayde, Angel Aquino, Romnick Sarmenta e Dimples Romana. È stata presentata in anteprima il 13 maggio 2024 in sostituzione di Can't Buy Me Love.

## Personaggi ed interpreti
Personaggi principali
Personaggi ricorrenti
- Art Acuña è PCOL Emil Concha
- Franco Laurel è Atty. Jeff Bautista
- Cai Cortez è Ruth Chavez
- John Medina è Simon
- Maika Rivera è Cynthia Rivas
- Nour Hooshmand è Yana Rosales
- Sandy Aloba è Rosa
- Jude Hinumdum è Basil
- Lotlot Bustamante è Mona dela Peña
- Mike Liwag è PSMS Ramos
- Miggy Campbell è Jack
- Joel Molina è PSMS Esteves

Guest cast
- Kakki Teodoro (non accreditata)[2] è Amanda Perino, l'ex preside della Northford High School
- Martin Escudero è un regista cinematografico
- Jong Cuenco è Dr. Max, un medico che lavora all'Angel of Mercy Hospital, che ha una lunga storia di presunte molestie sessuali su infermiere
- Aya Fernandez è Cheska, l'ex moglie di Brandon

## Episodi
| Stagione       | Episodi | Prima TV originale | Prima TV Italia |
| -------------- | ------- | ------------------ | --------------- |
| Prima stagione | TBA     | 2024               | Inedita         |

## Produzione

### Sviluppo
Sulla base della discussione degli attori nel video di ABS-CBN, High Street avrà luogo cinque anni dopo il diploma della Northford High School e potrebbe infondere molta maturità..
All'inizio di aprile, Dreamscape Entertainment ha pubblicato una serie di video sui suoi social media che mostravano i preparativi fatti dai registi e dai membri del cast, come la lettura della sceneggiatura.

### Casting
Il 26 marzo 2024, è stato confermato che il cast originale di Senior High, Andrea Brillantes, Juan Karlos Labajo, Zaijian Jaranilla, Xyriel Manabat, Elijah Canlas, Daniela Stranner, Miggy Jimenez, Gela Atayde e Tommy Alejandrino riprenderanno i loro ruoli. Anche Angel Aquino, Mon Confiado, Gerald Madrid, Angeli Bayani, Ana Abad Santos, Rans Rifol e Inka Magnaye riprenderanno i loro ruoli. I nuovi membri del cast includono Argus Aspiras, Ralph de Leon, AC Bonifacio, Harvey Bautista, Romnick Sarmenta e Dimples Romana.

### Riprese
Le riprese sono cominciate intorno all'inizio di aprile, e la Dreamscape Entertainment ha potuto dare un'occhiata al filmato dietro le quinte il primo giorno di registrazione.